# Osiedle Pobitno
Osiedle Pobitno – osiedle nr XII miasta Rzeszowa.
1 stycznia 2010 r. liczyło 4043 mieszkańców, a 10 maja 2019 r. osiedle zamieszkiwały 3974 osoby. Według stanu na 31 października 2019 r. osiedle liczyło 3931 mieszkańców, natomiast dnia 18 lutego 2021 r. osiedle liczyło 3846 mieszkańców. W znacznej mierze pokrywa się z historyczną dzielnicą Pobitno.